# Seána Littbarski-Gray

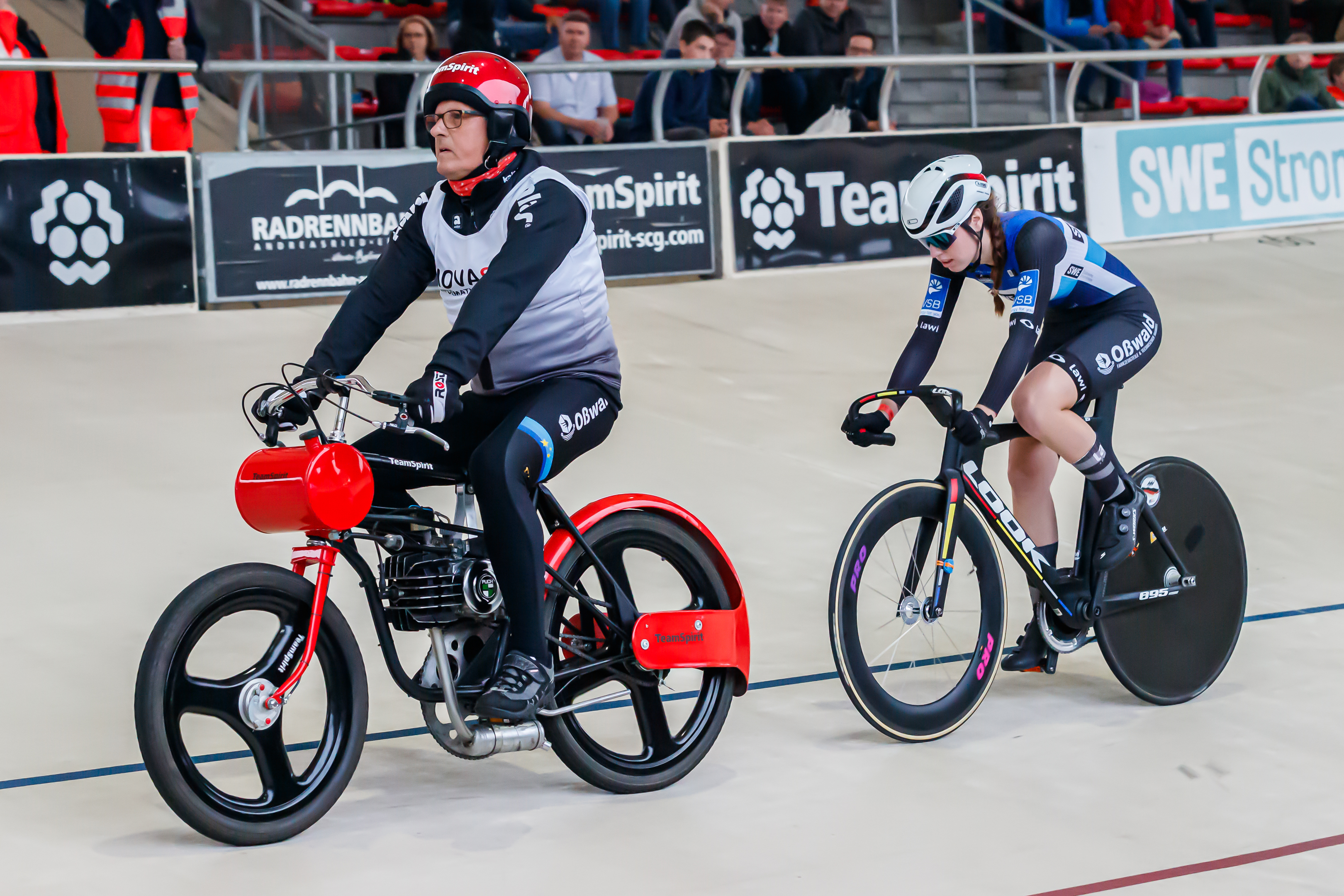
Littbarski-Gray beim Dernyrennen „Deutschland Cup für Frauen“ in Erfurt, hinter Schrittmacher Gerd Gessler (2023)

Seána Littbarski-Gray (* 26. Oktober 2005 in Starnberg) ist eine deutsch-neuseeländische Radsportlerin, die Rennen auf Bahn und Straße bestreitet.

## Sportlicher Werdegang
Seána Littbarski-Gray ist die Tochter einer Deutschen und eines Neuseeländers mit irischen Wurzeln. Als sie zwei Jahre alt, ging die Familie von München nach Neuseeland. Dort begann sie, wie auch ihre jüngere Schwester Caoilinn, erfolgreich Radrennen zu bestreiten. Im April 2022 belegte sie bei den nationalen Straßenmeisterschaften der Juniorinnen Neuseelands Platz zwei im Straßenrennen sowie Platz drei im Einzelzeitfahren. Noch im selben Jahr zog Littbarski-Gray auf Hinweis des Radsporttrainers René Wolff nach Erfurt, um die Sprache ihrer Mutter besser zu erlernen und sich im Radsport weiterzuentwickeln.
Schon 2022 startete Littbarski-Gray bei den deutschen Bahnmeisterschaften in Büttgen und wurde deutsche Meisterin in der Mannschaftsverfolgung. Sie reiste für die Mannschaft des Bundes Deutscher Radfahrer zu den Junioren-Bahneuropameisterschaften im portugiesischen Sangalhos und errang mit Magdalena Fuchs, Justyna Czapla und Hannah Kunz die Silbermedaillen in der Teamverfolgung. Wenige Wochen später gewannen die deutschen Juniorinnen in derselben Disziplin bei den Junioren-Weltmeisterschaften in Tel Aviv-Jaffa die Bronzemedaille. Im Dezember des Jahres wurde sie deutsche Junioren-Meisterin im Omnium.
2023 wurde Seána Littbarski-Gray bei den Junioren-Bahneuropameisterschaften, die erneut in Portugal stattfanden, Junioren-Europameisterin im Punktefahren, im Zweier-Mannschaftsfahren belegte sie mit Messane Bräutigam Platz zwei. Zum Ende des Jahres wurde sie in der Oderlandhalle in Frankfurt (Oder) deutsche Elite-Meisterin im Omnium.

## Erfolge
2022
- Junioren-Weltmeisterschaft – Mannschaftsverfolgung (mit Magdalena Fuchs, Justyna Czapla, Jette Simon und Hannah Kunz)
- Junioren-Europameisterschaft – Mannschaftsverfolgung (mit Magdalena Fuchs, Justyna Czapla und Hannah Kunz)
- Deutsche Junioren-Meisterin – Omnium, Mannschaftsverfolgung (mit Helena Möller, Isabel Wollweber und Miriam Zeise)

2023
- Junioren-Europameisterin – Punktefahren
- Junioren-Europameisterschaft – Zweier-Mannschaftsfahren (mit Messane Bräutigam)
- Deutsche Junioren-Meisterin – Punktefahren
- Deutsche Meisterin – Omnium

2024
- U23-Europameisterschaft – Zweier-Mannschaftsfahren (mit Justyna Czapla)

2025
- U23-Europameisterschaft – Mannschaftsverfolgung (mit Messane Bräutigam, Hannah Kunz, Pia Grünewald und Selma Lantzsch)